# Bishnupriya Manipuri
O idioma Bishnupriya Manipuri (BPM) (ইমার ঠার/বিষ্ণুপ্রিয়া মণিপুরী «Imarthar») é um idioma indo-ariano. É falado, concentrados, principalmente, ao Norte de Índia (estados de Assam, Tripura e Manipur), Myanmar e Bangladesh. Usa o alfabeto assamês.

## Falantes

### Localização
Em Manipur, o idioma ainda é falado na subdivisão Jiribam. Um grande número de pessoas Bishnupriya Manipuri se estabeleceram em Assam há muito tempo, principalmente no Vale Barak. Essas pessoas são contadas como um dos principais grupos de pessoas nos distritos de Cachar e Karimganj, no Vale Barak. Em Tripura, as localidades populacionais de Bishnupriya Manipuri podem ser divididas em uma sub-área de Dharmanagar, uma sub-área de Kailasahar, uma sub-área de Kamalpur e uma sub-área de West Tripura. Em Meghalaya, Arunachal Pradesh e Mizoram, há uma população Bishnupriya Manipuri espalhada.
Fora da Índia, Bangladesh tem a maior população de Bishnupriya Manipuri. As principais localidades são Sylhet, Moulbivazar, Habiganj e o distrito de Sunamganj. De acordo com os registros, também havia um número considerável de Bishnupriyas Manipuris vivendo em cidades locais como Mymensingh, Rangamati de Chittagong Hill Tracts e também em Tezgaon, Manipuri-para em Dhaka, a capital de Bangladesh.
Na Birmânia, as áreas de Bishnupriya Manipuri são provavelmente Mandalay, Amarpura, etc. No caso dos Estados Unidos, Canadá, Alemanha, Oriente Médio e Áustria, há um número considerável de Bishnupriya Manipuris ali estabelecidos

### Estatísticas
- 295 mil em Assam[1]
- 121 mil em Tripura, Meghalaya, Arunachal Pradesh, Nagaland e  Mizoram[2]
- 1.457 Manipur (Imphal, Bishnupur, Ningthoukhong)[3]
- 5,000 in Manipur (Jiribam Subdivision)[4]
- 5 mil em Nova Delhi, Bengala Ocidentall, Maharashtra,Jharkhand, Siquim e outros estados da Índia,
- 40 mil em Bangladesh[5]

## Literatura

### Literatura antiga
Um bom estoque de literaturas folclóricas de Bishnupriya Manipuri, que são de origem mais antiga, são transmitidas até hoje pela tradição oral. A literatura antiga de Bishnupriya Manipuri é representada por histórias populares, canções populares, poemas populares, rimas e provérbios. Uma canção que invoca a chuva chamada  Boron-dahanir Ela  ( বরন ডাহানির এলা, 1450–1600 DC ) e uma canção relacionada à vida conjugal de Madai e Soralel conhecida como  Madai Soralel Ela  ( মাদই সরারেলর এলা, 1500-1600  às vezes são considerados os mais importantes. A linguagem das canções é arcaica e repleta de palavras de origem tibeto-birmanesa. Essas duas canções são muito importantes para o estudo da história cultural e lingüística de Bishnupriya Manipuri. Além dessas, há canções que são cantadas por mulheres que trabalham no campo. Os provérbios constituem outra parte importante da literatura popular de BPM.

### Literatura moderna
Os Bishnupriya Manipuris estabeleceram a organização literária de ponta da comunidade Nikhil Bishnupriya Manipuri Sahitya Parishad (1955), Bishnupriya Manipuri Sahitya Sabha, Bishnupriya Manipuri Sahitya Singlup, Pouri, Teatro Manipuri e muitas outras organizações para encorajar atividades literárias entre as pessoas. A cultura literária séria da linguagem BPM começou durante o 2º quarto do século XX. Na verdade, a história da literatura Manipuri começou em 1925 com a revista literária  Jagaran  ( জাগরন) editada por Falguni Singha, que era assistente social de Bishnupriya; esta revista publicou artigos em Bishnupriya e Meitei. Os Manipuris do vale de Surma formaram sua primeira associação formal, Surma Valley Manipuri Society (mais tarde chamada de Surma Valley Manipuri Association) em 1934. Os membros incluíam os Meiteis, os Bishnupriyas e os Pangals (muçulmanos Manipuri). A partir de 1933, várias revistas, por ex.  Manipuri  (1933),  Mekhali  (1938) e  Kshatryajyoti  (1944), fomentou o nacionalismo, bem como atividades literárias e culturais. Um ramo da moderna literatura poética BPM, a saber Vaishnava Padavali, baseado na filosofia Vaishnava, merece menção especial. 

## Amostra de texto
তোর আহানির পৌর তিরাসে
হারৌয়ে জুয়ার দেহত কাসে
দেখুরি তোর রূপ গোপনে
ইনচিক হৃদির ওয়াইশাঙ হাগে 